# 南帕里斯 (緬因州)
南帕里斯（英語：South Paris）是一個位於美國緬因州牛津縣的普查規定居民點。

## 人口
根據2020年美國人口普查的數據，南帕里斯的面積為10.23平方千米，當中陸地面積為10.04平方千米，而水域面積為0.19平方千米。當地共有人口2183人，而人口密度為每平方千米213人。